# Ruch 19 Kwietnia
Ruch 19 Kwietnia (hiszp. Movimiento 19 de Abril, M-19) – grupa partyzancka, a następnie partia polityczna z Kolumbii.

## Historia

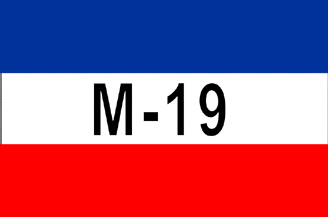
Flaga ugrupowania

Utworzony w 1974 roku. Ugrupowanie zostało założone przez grupę aktywistów niezadowolonych z wyniku rzekomo sfałszowanych wyborów z 1970 roku i dysydentów z FARC. Pierwszą akcją ruchu M-19 była kradzież szabli Simóna Bolívara z muzeum. Akcja odbyła się w styczniu 1974 roku. W lutym 1976 roku bojówkarze M-19 zabili lidera związkowego, którego podejrzewali o bycie agentem CIA i korupcję. Pod koniec lat 70. rozpoczęła proceder porwań handlarzy narkotykami i ich dzieci. Pieniądze z okupów miały finansować działalność partyzantki. Porwania skierowały przeciwko M-19 grupy paramilitarne. Grupa prężnie rozwijała się także dzięki pomocy innych lewicowych ugrupowań partyzanckich, w tym Montoneros z Argentyny i Tupamaros z Urugwaju. W 1979 roku bojownicy zrobili podkop do arsenału wojskowego i wykradli z niego około pięciu tysięcy sztuk broni.
W 1980 roku armia kolumbijska aresztowała Jaime Batemana, będącego liderem ugrupowania. W tym samym roku bojownicy zajęli ambasadę Dominikany. Według doniesień medialnych, w zamian za wypuszczenie zakładników mieli otrzymać około dwóch milionów dolarów okupu. W przeciągu lat 80. celem rebeliantów stały się międzynarodowe korporacje. W 1983 roku M-19 przeprowadził zamach bombowy na ambasadę Hondurasu. W 1985 roku guerilla zaatakowała Pałac Sprawiedliwości, będący siedzibą kolumbijskiego Sądu Najwyższego. Bojownicy wzięli około 50 zakładników. Służby bezpieczeństwa zdecydowały się na siłowe odbicie budynku. W starciu zginęli wszyscy bojownicy i prawie wszyscy zakładnicy. W 1988 roku M-19 przeprowadziła ostrzał rakietowy ambasady Stanów Zjednoczonych w Bogocie.
W 1989 roku rebelianci rozpoczęli rozmowy pokojowe z rządem. W 1990 roku ruch został przekształcony w legalnie działającą partię polityczną. Doszło do tego w następstwie zawarcia z rządem traktatu pokojowego. M-19 jako partia cieszył się dużym poparciem społecznym. Rozwój partii został szybko zahamowany po aresztowaniu przez policję jej liderów. Aresztowania odbyły się pod zarzutem organizacji ataku na Pałac Sprawiedliwości w 1985 roku. W wyborach prezydenckich w 1994 roku partia wystawiła kandydaturę Antonio Navarro Wolff. Działacz uzyskał niewielkie poparcie. Aresztowanie liderów i porażka wyborcza przyczyniła się do rozwiązania partii w 1997 roku. Antonio Navarro Wolff kontynuował działalność polityczną, zyskując w 2002 roku mandat senatora z listy ugrupowania Alternatywny Biegun Demokratyczny. Do wspomnianej formacji dołączyło większe grono byłych bojowników M-19.
Liderami Ruchu 19 Kwietnia byli Antonio Navarro Wolff, Jaime Bateman Cayón, Carlos Toledo Plata, Alvaro Delgado Fayad i Carlos Pizarro León-Gómez.

## Relacje z innymi grupami partyzanckimi
Odnotowano kontakty M-19 z ruchami takimi jak Montoneros (Argentyna), Ludowe Siły Zbrojne Eloy Alfaro – Alfaro Żyje (Ekwador) Tupamaros (Urugwaj), Świetlisty Szlak (Peru) czy Ruch Rewolucyjny im. Tupaca Amaru (Peru). Na arenie krajowej współpracował z FARC, Armią Wyzwolenia Narodowego, Ludową Armią Wyzwolenia, Ruchem Zbrojnym Quintina Lame i Rewolucyjną Partią Robotniczą Kolumbii.

## Wsparcie zagraniczne
Grupa partyzantów M-19 otrzymała przeszkolenie w obozach wojskowych na Kubie.

## Liczebność
Liczebność oddziałów partyzanckich M-19 według lat:
- 1985: 1500-2000
- 1987: 1500 (International Institute for Strategic Studies)
- 1987: 500 (Barco Vargas Administration)[2]

## Ideologia
Był grupą marksistowsko-leninowską.